# Lenko

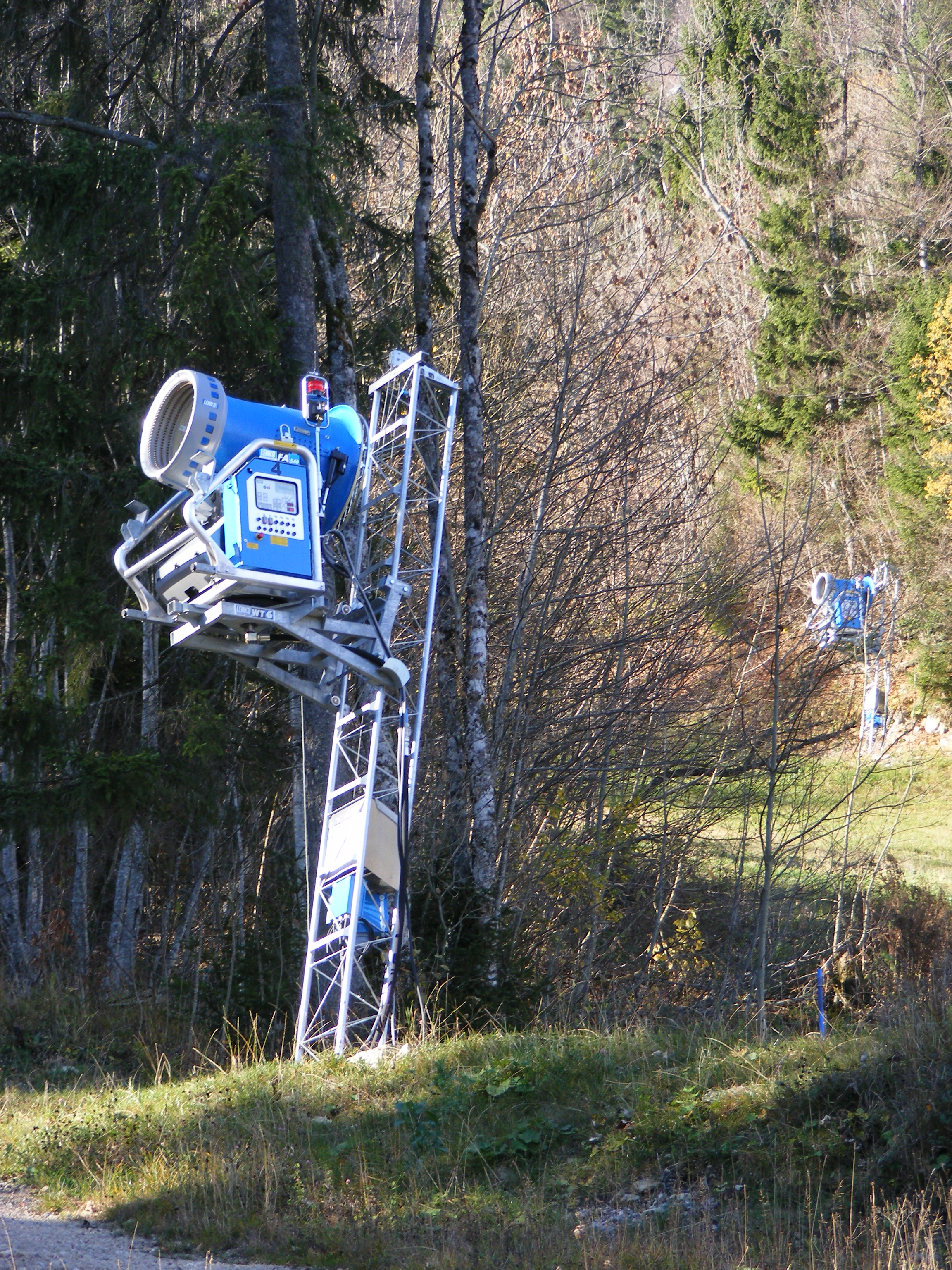
Lenko snökanoner (FA 540)

Lenko är ett företag i Östersund, grundat av Lennart Nilsson (född 1925, död 16 april 2019) 1955. De tillverkade tidigare snöskotern Larven, och sedan 1976 också skogsmaskinen Skogis. Den tillverkningen togs senare över av Helge Teknik, som senare blev en del av ForestCat AB.
Länge var Lenko en av världens ledande tillverkare av snökanoner. Företaget såldes 2011 till det italienska företaget Leitner.